# Tuscumbia (Alabama)
Tuscumbia település az USA Alabama államában, Colbert megyében, melynek megyeszékhelye is. Lakosainak száma 9054 fő (2020. április 1.).

## Népesség
A település népességének változása:
| Lakosok száma | 8423 | 8434 | 9054 |
|               | 2010 | 2016 | 2020 |